# Provincia de Uarzazat
Uarzazat es una provincia de Marruecos, en la región de Draa-Tafilalet.

## Demografía
| 439 072                                                 | 499 980 | 524 142 |
| 1994, 2004 : recensement officiel ; 2008 : calculation. |         |         |

## Ciudades
| Municipios     | Población en 1994 | Población en 2004 |
| -------------- | ----------------- | ----------------- |
| Uarzazat       |                   | 56 616            |
| Tinerhir       |                   | 36 391            |
| Tabounte       | 15 006            | 21 168            |
| Kalaat M'Gouna | 10 524            | 14 190            |
| Boumalne Dades | 9 908             | 11 179            |
| Taznakht       | 3 913             | 6 185             |